# Анджело Альбертоні
Анджело Альбертоні (італ. Angelo Albertoni, 1 вересня 1904, П'яченца — 1987) — італійський футболіст, що грав на позиції півзахисника. По завершенні ігрової кар'єри — тренер. Виступав, зокрема, за клуби «Казале» і «Дженоа».

## Ігрова кар'єра
У дорослому футболі дебютував 1922 року виступами за команду «Казале», в якій провів два сезони, взявши участь у 42 матчах чемпіонату. Згодом провів сезон 1924—1925 у складі «Ліворно». Після чого повернувся в «Казале», де зіграв ще 100 матчів в чемпіонаті в 1925—1929 роках.
Своєю грою привернув увагу представників одного з провідних клубів країни — «Дженоа», до складу якого приєднався 1929 року. Відіграв за генуезький клуб наступні два сезони своєї ігрової кар'єри. В складі «грифонів» дебютував у Серії А 6 жовтня 1929 року в матчі з «Про Верчеллі» (3:3). Більшість часу, проведеного у складі «Дженоа», був основним гравцем команди. В сезоні 1929-30 став з командою срібним призером чемпіонату Італії.
Влітку 1930 року «Дженоа» брала участь у Кубку Мітропи як віце-чемпіон Італії. За волею жереба, команда другий рік поспіль в чвертьфіналі зіграла з віденським «Рапідом». В першому матчі в Генуї суперники зіграли внічию 1:1, а у Відні (без участі Альбертоні) впевнену перемогу здобули австрійці — 1:6.
Протягом 1931—1934 років захищав кольори клубів «Про Патрія» та «Сіракуза».
Завершив ігрову кар'єру у команді «Равенна», за яку виступав протягом 1934—1935 років.

## Кар'єра тренера
Розпочав тренерську кар'єру, ще продовжуючи грати на полі, 1934 року, очоливши тренерський штаб клубу «Равенна».
Останнім місцем тренерської роботи був клуб «Монца», головним тренером команди якого Анджело Альбертоні був з 1937 по 1938 рік.
Помер 1 січня 1987 року на 83-му році життя.

## Статистика виступів

### Статистика виступів у Кубку Мітропи
| №                      | Розіграш               | Стадія                 | Дата та місце проведення | Команда 1              | Рахунок | Команда 2      | Голи |
| ---------------------- | ---------------------- | ---------------------- | ------------------------ | ---------------------- | ------- | -------------- | ---- |
| 1                      | 1930                   | 1/4                    | 13.07.1930 Генуя         | Дженоа                 | 1:1     | Рапід (Відень) |      |
| Всього у кубку Мітропи | Всього у кубку Мітропи | Всього у кубку Мітропи | Всього у кубку Мітропи   | Всього у кубку Мітропи | 1       |                | 0    |

## Титули і досягнення
- Срібний призер Серії А (1):

«Дженоа»: 1930